# Hofstede De Werve

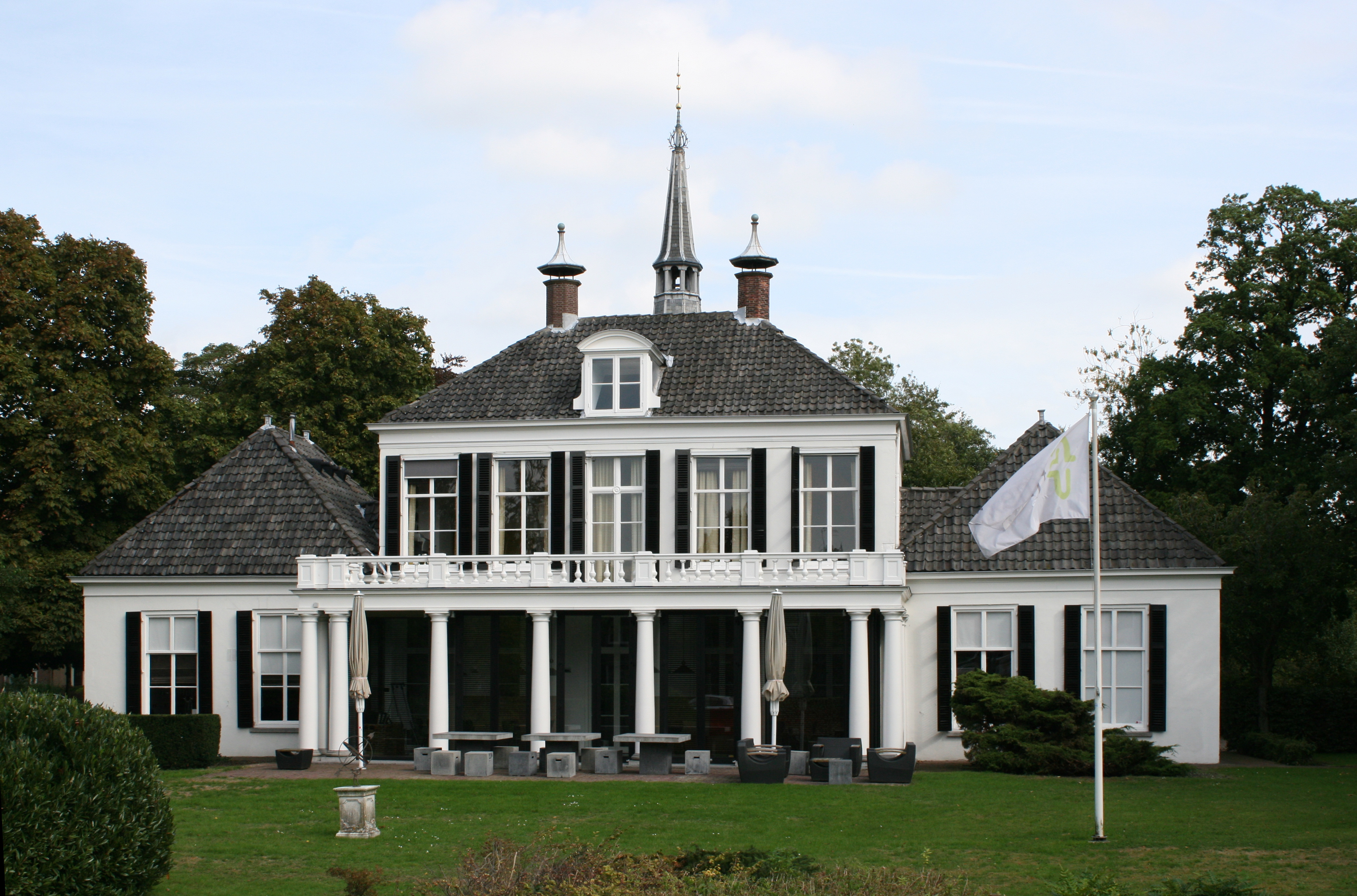
Buitenplaats De Werve (19e eeuw, met middeleeuwse restanten)

De Werve is de naam van een ridderhofstede in Voorburg, halverwege de Schenk en de Vliet. De hofstede bestond waarschijnlijk al in de 13e eeuw en was gelegen op dezelfde zandrug als Kasteel de Binckhorst en Hofstede De Loo. Mogelijk was in de eeuwen daarvoor al een vroonhoeve aanwezig op dezelfde locatie. Rond 1800 is het complex gesloopt, behoudens een koetshuis, een toren en een waterput. Deze middeleeuwse restanten maken deel uit van de gelijknamige buitenplaats die in de 19e eeuw op dezelfde locatie, gelegen aan de Laan van Nieuw Oosteinde, is verrezen.
In 1967 werd het gebouw aangewezen als Rijksmonument. Sinds 2018 dient het gebouw als kinderopvang; bij de daarvoor noodzakelijke aanpassingen moest rekening worden gehouden met de monumentale status van het pand.